# Mirko Vujković
Mirko Vujković (Palić, 22. februar 1943 — 5. septembar 2015) bio je dugogodišnji sportski radnik, svestrani sportista, uspješni rukometaš, hokejaš i vaterpolista, višedeceniski trener svih selekcija u hokejaškom i vaterpolo klubu "Spartak". Osobito je strastveno živeo za vaterpolo.

## Biografija
Sportom se počeo baviti još jako davno na Paliću gdje je s drugovima, zavisno od sezone, igrao prvo vaterpolo, a potom zimi hokej. Rukometom se bavio aktivno, igrajući u timu beogradskog Partizana. Jako rano se opredelio za zvanje sportskog trenera. U Pragu je završio Višu trenersku školu, smer hokej. Prema Vujkovićevim rečima, hokej mu je prvi sport u srcu i najveća sportska ljubav, a sa strane ostvarenih rezultata je i činjenice da je različitih godišta vodio reprezentaciju od 1980. do 1995. godine. Specifičnost ravničarske Subotice, koja ima veliku tradiciju u dva posve netipična sporta za matični prostor (vaterpolo i hokej na ledu), Vujković je obrazlagao velikim zaslugama braće Ladocki za razvitak hokeja i vaterpola, koji su Subotičane, ovisno o godišnjem dobu i sezoni, trenirali i učili na Paliću.
U rukometu, hokeju i vaterpolu sudelovao je Vujković punih 40 godina. Cijelu svoju sportsku karijeru proveo je u subotičkom Spartaku.
Postigao je ove rezultate u klupskom sportu: 1981./1982. drugo mesto s juniorima; 1982./1983. prvo mesto s juniorima; 1983./1984. prvo mesto s juniorima; 1994./1995. prvo mesto s juniorima i pionirima, a drugo mesto s kadetima; 1995./1996. prvo mesto s juniorima, početnicima a i iste godine i prvo mesto sa mlađim početnicima dok je s kadetima osvojio drugo mjesto.
U reprezentaciji u hokeju na ledu bio je trener od 1980. do 1984. godine za uzrast od 18 godina, zatim 1992/1993. trener za seniorsku selekciju i ponovo od 1994. do 1997. godine za uzrast od 18 godina. S hokejaškim reprezentativnim selekcijama kao trener postigao je ove rezultate: 1980./1981. bronzanih medalja; 1982./1983. zlatna medalja; 1995./1996. srebrna medalja. Hokejem se bavio do kasne životne dobi. I u 63. godini, tri puta nedeljno igrao je hokej s veteranima Spartaka. Lično se ponosio s nekoliko titula prvaka države u mlađim kategorijama, od pionirskih do juniorskih, posebno dve juniorske titule prvaka bivše SFRJ, a u reprezentacijskoj konkurenciji osvajanje drugog mesta 1981. godine u B ekipi svetskog prvenstva za seniore.
Vaterpolo je igrao u Spartaku do 1979, nakon čega je nastavio raditi kao trener. 
Vaterpolo rad u VK Spartaku nije prošao nezapaženo, zbog čega je dobio puno priznanja i nagrada za rad i doprinos u unapređivanju vaterpola. Među ostalima su diploma za uspjeh u takmičarskoj sezoni 1995. god plasman u viši rang JUVAL – B , za osvojeno 2. mesto prvenstva Vojvodine za juniore i kadete, diplomu za uspeh u sezoni 1997/98, učestvovanje u poluzavršnici kupa Jugoslavije , osvojeno 1. mesto u JUVAL – A/A2 , osvojeno 7. mesto u JUVAL – A. Vojvođanski vaterpoloi savez dodelio mu je priznanja za uspešni trenerski rad: diplomu za osvojeno 6. mesto u prvenstvu Jugoslavije za kadete 1992. god; za trenerski rad u seniorskim, juniorskim i kadetskim selekcijama s rezultatom 5—7. mesto JAL 94 , 11 mesto seniori – amateri Vojvodine 94, 1. mesto omladinci Vojvodine 94 , 3. mesto kadeti Vojvodine 94. Uz sve te rezultate, vojvođanski vaterpolski savez dao mu je priznanje za dugogodišnji rad i postignute rezultate na unapređenju vaterpolo sporta u Vojvodini od 1975. do 2000. godine. Vaterpolo savez Jugoslavije dao mu je diplomu za uspješan trenerski rad, diplomu za osvojeno 2. mesto u YUWAL – B - 97.
2005. Yu eco RTV dodelila mu je nagradu za najboljeg trenera i za veliki doprinos sportu u Subotici i Srbiji.
2015. je prilikom proslave 70 godina postojanja Sportskog društva "Spartak" bio je jedan od dobitnika priznanja za izuzetan rad i doprinos razvoju ovog sportskog društva.
Umro je 5. rujna 2015. godine. Sahranjen je na Senćanskom groblju u Subotici.